# Никифор (архиепископ Кипрский)
Архиепи́скоп Ники́фор (греч. Αρχιεπίσκοπος Νικηφόρος; ум. 1676) — епископ Кипрской православной церкви, Архиепископ Новой Юстинианы и всего Кипра, этнарх греков-киприотов.

## Биография
Он продолжил, принятые его предшественником тайные переговоры с герцогом савойском Карлом Эммануилом II, прося его о помощи в освобождении Кипра от турецкой власти. Эти усилия не принесли результатов.
В 1660 году получил признание Высокой Порты в качестве этнарха кипрского народа, став первым греческим этнархом на Кипре. В 1672 году на архиепископа Никифора как представителя православной общины острова возложили выплату налогов.
В 1662 году Никифор начал в Лимасоле строительство нового кафедрального собора святого Иоанна.
В 1668 году созвал в Архангельском монастыре Лефкосии собор, осудивший набиравшее популярность кальвинистское учение.
В 1674 году ушёл на покой. Умер через некоторое время после 1676 года.